# Wallace Martins
Wallace Jansen de Souza Martins, conhecido como Wallace Martins, (Rio de Janeiro, 22 de março de 1983) é um jogador de voleibol.
Originário do atletismo, Wallace começou a jogar voleibol em 1999, na Olympikus. Pela Seleção Brasileira de Voleibol Masculino, foi campeão mundial infanto-juvenil em 2001 e vice no juvenil em 2003, foi campeão sul-americano tanto no infanto-juvenil como no juvenil. Conquistou o ouro nos Jogos Pan-Americanos em 2011 e a prata na Liga Mundial 2011. Foi campeão da Superliga 2010-2011 pelo Sesi, terminando como o maior pontuador torneio, foi também campeão Sul-Americano, recebendo o prêmio de Melhor Atacante. jogou em 2015/2016 pelo Vôlei Brasil Kirin/Campinas.Atualmente joga pelo sakai blazers/Japão.